# Pinocchio của Guillermo del Toro
Pinocchio của Guillermo del Toro (tên tiếng Anh: Guillermo del Toro's Pinocchio) là bộ phim hoạt hình tĩnh vật thuộc thể loại nhạc kịch, kỳ ảo được đạo diễn bởi Guillermo del Toro và Mark Gustafson, dựa trên phiên bản thiết kế năm 2002 của Gris Grimly cho tiểu thuyết Những cuộc phiêu lưu của Pinocchio năm 1883 của tác giả người Ý Carlo Collodi. Bộ phim đánh dấu lần đầu tiên Guillermo del Toro cầm trịch vị trí đạo diễn cho một bộ phim hoạt hình. Phim còn có sự tham gia lồng tiếng của dàn diễn viên bao gồm Ewan McGregor, David Bradley, Gregory Mann, Finn Wolfhard, Cate Blanchett, John Turturro, Ron Perlman, Tim Blake Nelson, Burn Gorman, Christoph Waltz và Tilda Swinton. Kịch bản của phim được chấp bút bởi Guillermo del Toro, Gris Grimly, Patrick McHale và Matthew Robbins lấy cảm hứng từ cốt truyện của Guillermo del Toro và Matthew Robbins.
Phim được sản xuất bởi The Jim Henson Company và ShadowMachine kết hợp cùng với Necropia Entertainment, Pinocchio của Guillermo del Toro lần đầu được thông báo bởi Guillermo del Toro vào năm 2008 và dự kiến sẽ ra mắt vào năm 2013 hoặc 2014, nhưng sau đó, dự án đã bị đưa vào địa ngục phát triển. Tháng 1 năm 2017, Patrick McHale được thông báo sẽ tham gia hợp tác viết cho kịch bản phim nhưng đến tháng 11 cùng năm, việc sản xuất của phim tiếp tục bị đình trệ bởi không có hãng phim nào sẵn sàng cung cấp kinh phí để thực hiện bộ phim. Tuy nhiên, vào năm sau đó, công đoạn sản xuất của phim tiếp tục được hồi sinh sau khi Netflix quyết định mua lại bộ phim. Phim được dự kiến sẽ ra mắt vào tháng 12 năm 2022.

## Nội dung
Câu chuyện cổ tích nổi tiếng của Carlo Collodi được kể lại một cách đầy tăm tối và khó hiểu về một con rối gỗ có sự sống và ước mơ trở thành một cậu bé con người thực sự với bối cảnh diễn ra vào những năm 1930 của thời kỳ Phát xít Ý. Khi Pinocchio được trở thành một con người thực sự, cậu không phải là một cậu bé tốt bụng, mà trở thành một cậu bé hay gây ra những trò nghịch ngợm và giở trò đồi bại. Nhưng cốt lõi của bộ phim, Pinocchio của Guillermo del Toro là "một câu chuyện về tình yêu và sự bất tuân khi Pinocchio đấu tranh để sống theo mong muốn của cha mình."

## Lồng tiếng
- Gregory Mann lồng tiếng vai Pinocchio
- Ewan McGregor lồng tiếng vai Sebastian J. Cricket
- David Bradley lồng tiếng vai Master Geppetto
- Finn Wolfhard lồng tiếng vai Lampwick/Lucignolo
- Cate Blanchett lồng tiếng vai Sprezzatura the Monkey
- John Turturro lồng tiếng vai Master Cherry
- Ron Perlman lồng tiếng vai Mangiafuoco
- Tim Blake Nelson lồng tiếng vai the Coachman
- Burn Gorman lồng tiếng vai the Carabiniere
- Christoph Waltz lồng tiếng vai the Fox
- Tilda Swinton lồng tiếng vai the Fairy with Turquoise Hair

## Sản xuất

### Phát triển

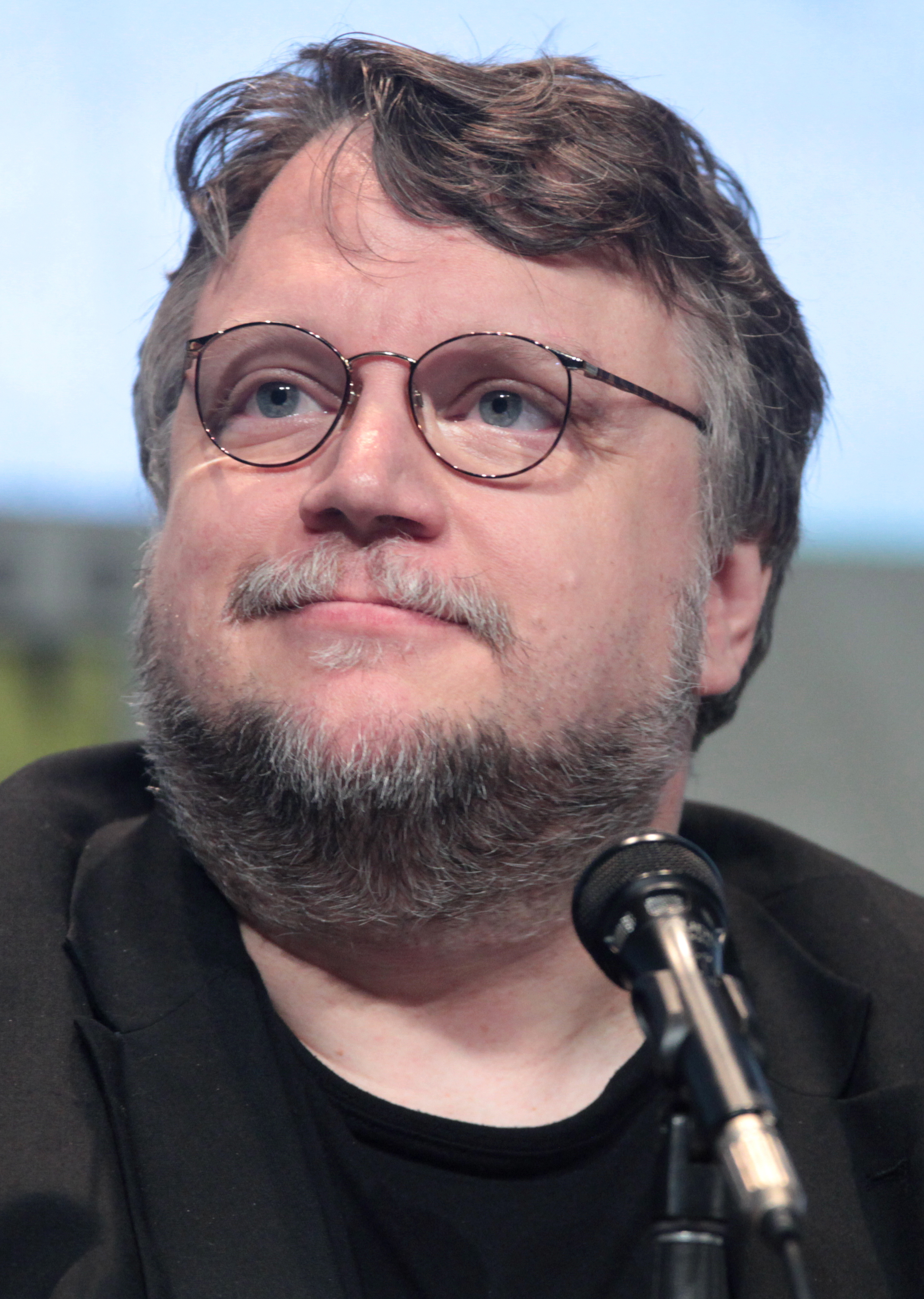
Guillermo del Toro đang quảng bá cho một bộ phim năm 2008.

Năm 2008, Guillermo del Toro công bố về dự án tiếp theo của ông, một bộ phim chuyển thể đen tối hơn của cuốn tiểu thuyết nước Ý Những cuộc phiêu lưu của Pinocchio đang được phát triển. Ông gọi Pinocchio của Guillermo del Toro là một dự án đầy tâm huyết của ông và tuyên bố rằng: "không có loại hình nghệt thuật nào ảnh hưởng đến cuộc sống và phong cách làm việc của tôi hơn hoạt hình và cũng không có nhân vật trong lịch sử nào có mối liên hệ sâu sắc đến bản thân tôi như Pinocchio", và "Tôi muốn làm bộ phim này miễn là tôi còn có thể nhớ nó". Ngày 17 tháng 2, 2011, Gris Grimly và Mark Gustafson được xác nhận sẽ đồng đạo diễn bộ phim hoạt hình tĩnh vật Pinocchio của Guillermo del Toro được biên kịch bởi  Guillermo del Toro, Matthew Robbins và Gris Grimly dựa trên thiết kế của Grimly, del Toro sẽ sản xuất bộ phim cùng với hai hãng phim là The Jim Henson Company và Pathé. 17 tháng 5, 2012, del Toro trao quyền tiếp quản bộ phim cho Grimly. Tháng 2 năm 2012, del Toro công bố một vài ảnh phát thảo về thiết kế của Pinocchio, Geppetto, the Talking Cricket, Mangiafuoco và the Fox and the Cat. Vào ngày 30 tháng 7 năm 2012, ShadowMachine được thông báo sẽ tham gia sản xuất và thiết kế hoạt họa cho phim. Ban đầu, phim được dự kiến ra mắt vào năm 2013 hoặc 2014 nhưng sau đó dự án bị đi vào quên lãng và không có tin tức không nhiều năm.
Ngày 23 tháng 1, 2017, Patrick McHale xác nhận tham gia chấp bút cho kịch bản phim cùng với del Toro. Vào ngày 31 ththasgn 8, 2017, del Toro chia sẻ với trang IndieWire và tại Liên hoan phim Venice lần thứ 74 rằng bộ phim cần tăng thêm  $35 triệu kinh phí hoặc sẽ bị hủy bỏ. 8 tháng 11, 2017, ông báo cáo rằng dự án sẽ không tiếp tục vì lý do không có hãng phim nào chấp nhận chi trả cho kinh phí của phim. Có một thời điểm, Matthew Robbins đã cân nhắc việc làm phim dưới định dạng hoạt hình 2D cùng với nghệ sĩ người Pháp Joann Sfar để giảm bớt kinh phí của phim nhưgn del Toro vẫn giữ quyết định thực hiện phim dưới định dạng hoạt hình tĩnh vật ngay cả khi việc kinh phí cao sẽ khiến bộ phim khó được bật đèn xanh hơn. Tuy nhiên đến ngày 22 tháng 10, 2018, dự án phim được thông báo sẽ hồi sinh và Netflix sẽ mua lại bộ phim.

### Tuyển vai
Ngày 31 tháng 1 năm 2020, có thông báo về việc Ron Perlman, Tilda Swinton, Ewan McGregor, Christoph Waltz và David Bradley sẽ tham gia vào dàn diễn viên lồng tiếng của phim. Daniel Radcliffe, Tom Waits và Christopher Walken trước đó cũng được cân nhắc. Thay vào đó, Radcliffe sau đó vẫn tiếp tục ở lại với vai trò nhà sản xuất điều hành của phim. Ngày 19 tháng 8 cùng năm, Gregory Mann, Cate Blanchett, Tim Blake Nelson, Finn Wolfhard, John Turturro và Burn Gorman là những cái tên tiếp theo được xác nhận sẽ tham gia lồng tiếng cho phim.

### Quay phim
Quá trình quay phim được bắt đầu tại Guadalajara, Mexico và Portland, Oregon vào ngày 31 tháng 1, 2020 và được dự kiến sẽ diễn ra trong năm tháng.

### Âm nhạc
Ngày 8 tháng 1, 2020, Alexandre Desplat bắt đầu soạn nhạc cho phim cũng như là sáng tác nhũng bài hát phim gốc. Bộ phim đánh đầu lần thứ hai cho sự hợp tác của Desplat và del Toro sau bộ phim đầu tiên là Người đẹp và thủy quái. Trước đó, vào ngày 23 tháng 8, 2012, Nick Cave đã nói rằng anh sẽ tham gia soạn nhạc cho phim.

## Phát hành
Tháng 11, 2018, Netflix dự kiến sẽ phát hành phim vào năm 2021. Đến tháng 1 năm 2021, CEO của Netflix Ted Sarandos tiết lộ rằng ngày phát hành của phim có thể bị đẩy lùi sang năm 2022 hoặc trễ hơn với quan điểm của Netflix rằng mỗi năm sẽ phát hành sáu bộ phim hoạt hình. Vào tháng 12, 2021, del Toro cho biết rằng phim sẽ phát hành vào quý cuối của năm 2022. Tháng 1, 2022, Netflix công bố đoạn mở đầu tiên của phim và chính thức thông báo phim sẽ ra mắt vào tháng 12 cùng năm.